# The Phantom of the West
Pour plus de détails, voir Fiche technique et Distribution.
The Phantom of the West est un serial américain réalisé par D. Ross Lederman, sorti en 1930 et produit par Nat Levine.

## Synopsis
Francisco Cortez s'échappe de prison après avoir purgé quinze ans pour le meurtre de son père Jim Lester. Sept hommes connaissent le véritable assassin, qui utilise le nom de « The Phantom ».

## Fiche technique
- Titre : The Phantom of the West
- Réalisation : D. Ross Lederman
- Scénario : Wyndham Gittens, Ford Beebe, Bennett Cohen
- Photographie : M.A. Anderson, Ben Kline, Joseph Novak
- Société de production : Mascot Pictures
- Pays de production : États-Unis
- Format : Noir et blanc - 1,20:1 - Mono
- Genre : western
- Durée : 172 minutes
- Date de sortie :
  - États-Unis : 10 novembre 1930

## Distribution
- Tom Tyler : Jim Lester
- William Desmond : Martin Blair
- Tom Santschi : Bud Landers
- Dorothy Gulliver : Mona Cortez, alias Mary Smith
- Frank Lanning : Francisco Cortez
- Frank Hagney : le shérif Jim H. Ryan
- Philo McCullough : Royce Macklin
- Kermit Maynard : Peter Drake
- Tom Dugan : Oscar

## Les chapitres
1. The Ghost Riders
2. The Stairway of Doom
3. The Horror in the Dark
4. The Battle of the Strong
5. The Leagoe of the Lawless
6. The Canyon of Calamity
7. The Price of Silence
8. The House of Hate
9. The Fatal Secret
10. Rogue's Roundup